# Matthiola fruticulosa
Matthiola fruticulosa é uma espécie de planta com flor pertencente à família das Crucíferas. 
A autoridade científica da espécie é (Loefl. ex L.) Maire, tendo sido publicada em Catalogue des Plantes du Maroc 2: 311. 1932.

## Caracterização
No que toca à espécie Matthiola fruticulosa, em amplo sensu, trata-se de uma planta perene, com indumento sensivelmente recoberto de pêlos ramificados e curtos.
O caule, amiúde ramificado, pode atingir dimensões que variam entre os 10 e os 40 centímetros. 
As folhas são involutas, sendo que tanto as folhas inferiores, como as superiores, assumem um feitio que tanto pode ser lanceolado invertido ou linear.
As pétalas são, geralmente, oblongas ou lineares e, em casos excepcionais, podem afigurar-se obovadas. Têm a margem ondulada e são de coloração purpúrea, violácea ou amarelada.

## Portugal
Trata-se de uma espécie presente no território português, nomeadamente os seguintes táxones infraespecíficos:
- Matthiola fruticulosa subsp. fruticulosa - presente em Portugal Continental. Em termos de naturalidade é nativa da região atrás referida.[5] Não se encontra protegida por legislação portuguesa ou da Comunidade Europeia.